# Frida Kahlo
Frida Kahlo de Rivera, rojena Magdalena Carmen Frieda Kahlo y Calderón, * 6. julij 1907, † 3. julij 1954, je bila mehiška slikarka, najbolj poznana po svojih avtoportretih.
Kahlo se je rodila, živela in umrla v svojem domu v Ciudad de Méxicu, v tako imenovani Modri hiši. Kot svoj rojstni dan navaja 7. julij 1910, po rojstnem listu pa naj bi se rodila 6. julija 1907. Kahlo naj bi želela, da njeno rojstno leto sovpada z letom začetka mehiške revolucije, da bi se njeno življenje tako začelo z rojstvom moderne Mehike. Njeno delo so slavili v Mehiki kot simbol nacionalne in avtohtone tradicije, feministke pa kot brezkompromisno sliko ženske izkušnje in misli.
Za njena dela sta pomembni kultura Mehike in kulturna tradicija ameriških indijancev; njeno umetnost so včasih označevali kot naivo ali kot ljudsko umetnost. Njena dela so opisovali tudi kot »nadrealistična«; leta 1938 je André Breton, glavni pobudnik nadrealističnega gibanja, umetnost Fride Kahlo opisal kot »trak okoli bombe«.
Kahlo je imela buren zakon z znanim mehiškim umetnikom Diegom Rivero. Vse življenje je imela težave s svojim zdravjem; številne od njenih bolezni so bile posledica prometne nesreče, ki jo je preživela kot najstnica. Dolgotrajno okrevanje jo je osamilo in ta samota je vplivala na njena dela, med katerimi so številni avtoportreti različnih vrst. Kahlo je o tem menila:»Samo sebe slikam zato, ker sem tako pogosto sama in ker sem predmet, ki ga najbolje poznam.« Prav tako je izjavila: »Sem rojena slikarka.«

## Otroštvo in družina
Frida Kahlo se je rodila 6. julija 1907 v hiši svojih staršev, ki jo imenujejo »La Casa Azul« (Modra hiša), v Coyoacanu. Coyoacan je bil takrat mestece na obrobju Ciudad de Méxica.
Njen oče, Guillermo Kahlo (1871-1941), se je rodil leta 1871 kot Carl Wilhelm Kahlo v Pforzheimu v Nemčiji kot sin Jakoba Heinricha Kahloa in Henriette Kaufmann. Za njenega življenja in po njeni smrti je bilo najti v medijih trditve, da je bil njen oče Jud. Vendar pa rodoslovne raziskave kažejo, da njen oče ni bil judovskega rodu, temveč da je izviral iz luteranske družine.
Carl Wilhelm Kahlo je leta 1891, ko je bil star devetnajst, odpotoval v Mehiko in ob prihodu spremenil svoje nemško ime, Wilhelm, v njegovo špansko obliko, torej Guillermo.
Fridina mati, Matilde Calderón y González, je bila predana vernica Rimskokatoliške cerkve z amerindijskimi in španskimi predniki. Fridina starša sta se poročila kmalu potem, ko je prva Guillermova žena umrla pri porodu drugega otroka. Čeprav je bil njun zakon zelo nesrečen, sta imela Guillermo in Matilde štiri hčere. Frida je bila njun tretji otrok. Imela je dve starejši polsestri, ki sta odraščali v isti hiši. Frida se je spominjala, da je odraščala obkrožena z ženskami, je pa večino svojega življenja ostala v prijateljskih odnosih s svojim očetom.
Mehiška revolucija je izbruhnila leta 1910, ko je bila stara tri leta. Pozneje je trdila, da se je rodila 1910, domnevno zato, da bi jo ljudje povezovali z revolucijo. V svojih spisih se je spominjala, kako jo je njena mati, skupaj s sestrami, selila iz sobe v sobo v njihovi hiši, medtem ko je po ulicah rojstnega mesta odmevalo streljanje.
Pri šestih letih je zbolela za poliomielitisom, zaradi česar je bila njena desna noga tanjša od leve, kar je kasneje v življenju skrivala pod dolgimi, pisanimi krili. Domnevajo, da se je rodila s spino bifido, torej s prirojeno okvaro, ki bi lahko vplivala na razvoj hrbtenjače in nog. Ukvarjala se je z boksom in drugimi športi.
Leta 1922 se je vpisala na Escuela Nacional Preparatoria, eno od vodilnih šol Mehike, kot ena med le 35 deklet. Kahlo se je pridružila kliki v šoli in se zaljubila v Alejandra Gómez Ariasa, ki je bil v skupini najmočnejša oseba. V tem obdobju je bila Kahlo tudi priča nadaljevanju mehiške revolucije, nasilja in oboroženih bojev na ulicah Ciudad de Mexico. 

### Prometna nesreča
17. septembra 1925 je bila na poti v avtobusu, ki se je zaletel v tramvaj. V nesreči je utrpela hude telesne poškodbe, med drugim zlom hrbtenice, zdrobljeno ključnico, zlomljena rebra in medenico, enajst zlomov desnega bedra in goleni, zdrobljeno in izpahnjeno desno nogo in izpah rame. Železna ograja ji je prebodla trebuh in maternico, da se ni vedelo, ali bo lahko še imela otroke.
Zaradi nesreče je bila tri mesece v mavcu, polna bolečin. Čeprav si je opomogla od poškodb, na koncu pa je celo spet shodila, je bila vse do smrti žrtev obdobij, ko so se ji skrajne bolečine povrnile. Bolečine so bile hude, pogosto so jo prisilile na življenje v bolnišnici ali jo za mesece dolgo priklenile na posteljo. Zaradi posledic nesreče je imela kar petintrideset operacij, predvsem na hrbtu in desni nogi. Kahlo zaradi zdravstvenih zapletov in trajnih okvar ni mogla imeti otrok. Čeprav je spočela trikrat, so vse njene nosečnosti prekinili.

## Poroka
Kot mlada umetnica je bila v stiku z mehiškim slikarjem, Diegom Rivero, katerega delo je občudovala in na katerega se je zanašala v zvezi z nasveti glede njene umetniške kariere. Rivera se je zavedal njenega talenta. Spodbujal je njen umetniški razvoj in prišlo je do zbližanja med njima. Poročila sta se leta 1929, kljub temu, da se Fridina mati ni strinjala.
Njun zakon je bil pogosto v težavah. Kahlo in Rivera sta oba imela razdražljiv temperament in številne izvenzakonske afere. Biseksualna Kahlo je imela afere tako z moškimi kot z ženskami, med drugimi sta bila Isamu Noguchi in Josephine Baker; Rivera je za njene odnose z ženskami vedel in jih je toleriral, bil pa je nanjo ljubosumen, kadar je šlo za moške. Po drugi strani pa je pobesnela, ko je izvedela za Diegovo afero z njeno mlajšo sestro Cristino. Novembra 1939 sta se ločila, potem pa decembra 1940 ponovno poročila. Njihov drugi zakon je bil prav tako v težavah kot prvi. Pogosto sta bivala ločeno, čeprav včasih kot soseda.

## Kariera slikarke

### Zgodnja kariera
Kahlo je že od malih nog uživala v umetnosti, risanje je dobivala od grafika Fernanda Fernándeza (ki je bil očetov prijatelj) in polnila zvezke s skicami. Leta 1925 je začela delati izven šole, da bi pomagala družini. Potem ko je na kratko delala kot stenografinja, je postala plačana graverska vajenka pri Fernándezu. Navdušil ga je njen talent, čeprav umetnosti takrat ni obravnavala kot kariero.
Huda avtobusna nesreča pri 18 letih je Kahlo vse življenje trpela. Po nesreči je Kahlo tri mesece priklenjena na posteljo in začela slikati. Začela je razmišljati tudi o karieri medicinske ilustratorke, ki bi združila njena zanimanja za znanost in umetnost. Mama ji je priskrbela posebno izdelano stojalo, s katerim je lahko slikala v postelji, oče pa ji je posodil nekaj svojih oljnih barv. Nad stojalo je imela nameščeno ogledalo, da se je lahko videla. Slikanje je za Kahlo postalo način raziskovanja vprašanj identitete in obstoja. Pojasnila je: »Slikam se, ker sem pogosto sama in sem subjekt, ki ga najbolje poznam.« Pozneje je izjavila, da sta nesreča in izolirano obdobje okrevanja spodbudila željo, da bi začela znova, slikati stvari tako, kot [je ] jih je videla na lastne oči in nič več.«
Večina slik, ki jih je Kahlo naredila v tem času, so bili portreti nje same, njenih sester in njenih šolskih prijateljev. Njene zgodnje slike in korespondenca kažejo, da je črpala navdih zlasti pri evropskih umetnikih, zlasti pri renesančnih mojstrih, kot sta Sandro Botticelli in Bronzino, ter pri avantgardnih gibanjih, kot sta Neue Sachlichkeit in kubizem.
Ko se je leta 1929 z možem Rivero preselila v Morelos, je Kahlo navdihnilo mesto Cuernavaca, kjer sta živela. Spreminjala je svoj umetniški slog in vedno bolj črpala navdih iz mehiške ljudske umetnosti. Umetnostna zgodovinarka Andrea Kettenmann pravi, da je nanjo morda vplivala razprava Adolfa Besta Maugarda o tej temi, saj je vključila številne značilnosti, ki jih je orisal – na primer pomanjkanje perspektive in združevanje elementov iz predkolumbovskega in kolonialnega obdobja. mehiške umetnosti. Njena identifikacija z mehiškim prebivalstvom La Raza in njeno globoko zanimanje za njihovo kulturo sta ostala pomembna vidika njene umetnosti do konca njenega življenja.
Diego Rivera je imel velik vpliv na Fridin slikarski slog. Frida je Diega in njegovo delo vedno občudovala. Z Diegom sta se zbližala na ministrstvu za šolstvo, kjer je leta 1927 dobil naročilo za stensko slikarijo. Pokazala mu je štiri svoje slike in ga vprašala, kaj meni o njeni nadarjenosti. Diego je bil navdušen. Po tem je postal pogosten in dobrodošel gost v Fridini hiši. Odprl ji je številna okna v njeno umetniško delo, pri tem pa ji vedno puščal prostor, da sama raziskuje dalje. Nobenega dvoma ni, da so pozitivne in spodbudne Diegove pripombe okrepile Fridino željo, da z umetniško kariero nadaljuje.
Na Kahlo je vplivala tudi avtohtona mehiška kultura, kar je očitno iz njene uporabe svetlih barv, dramatične simbolike in primitivnega stila. Pogosto je dodala simbolično opico. V mehiški mitologiji so opice simbol poželenja, vendar jih je Kahlo slikala simbolno, kot blage zaščitnice. V svojih delih je pogosto upodabljala krščanske in judovske teme. Elemente klasične verske mehiške tradicije je kombinirala z nadrealističnimi interpretacijami.
Leta 1938 je imela Kahlo svojo prvo in edino samostojno razstavo v ZDA Galeriji Julien Levy. Dela so bila dobro sprejeta in dogodka se je udeležilo več uglednih umetnikov. Na povabilo André Bretona je leta 1939 obiskala Francijo in svoje slike predstavila na razstavi v Parizu. Louvre je kupil Okvir, eno od razstavljenih slik. To je bilo prvo delo mehiškega umetnika dvajsetega stoletja, ki ga je znameniti muzej kupil.

### Delo v ZDA
Ko sta se Kahlo in Rivera leta 1930 preselila v San Francisco, je bila Kahlo predstavljena ameriškim umetnikom, kot so Edward Weston, Ralph Stackpole, Timothy L. Pflueger in Nickolas Muray. Šest mesecev, preživetih v San Franciscu, je bilo za Kahlo produktivno obdobje, ki je nadalje razvila ljudski umetniški slog, ki ga je sprejela v Cuernavaci. Poleg slikanja portretov več novih znancev je izdelala Frida in Diego Rivera (1931), dvojni portret na podlagi njune poročne fotografije in Portret Luthra Burbanka (1931), ki prikazuje istoimenskega hortikulturista kot hibrid med človekom in rastlino. Čeprav se je v javnosti še vedno predstavljala zgolj kot Riverova žena in ne kot umetnica, je prvič sodelovala na razstavi, ko je bila slika Frida in Diego Rivera vključena na šesto letno razstavo San Francisco Society of Women Artists leta palača Legije časti.
Ko se je z Rivero preselila v Detroit, je imela Kahlo številne zdravstvene težave, povezane z neuspešno nosečnostjo. Kljub tem zdravstvenim težavam, kot tudi njenemu odporu do kapitalistične kulture Združenih držav, je bil njen čas v mestu koristen za njeno umetniško izražanje. Preizkusila je z različnimi tehnikami, kot sta jedkanica in freske in njene slike so začele kazati močnejši pripovedni slog. Prav tako je začela poudarjati teme »terorja, trpljenja, ran in bolečine«. Kljub priljubljenosti stenskih poslikav v mehiški umetnosti tistega časa je sprejela diametralno nasproten medij, votivne podobe ali retable, verske slike, ki so jih na majhnih kovinskih ploščah naredili amaterski umetniki v zahvalo svetnikom za njihove blagoslove med nesrečo. Med deli, ki jih je naredila v maniri retablo v Detroitu, so Henry Ford Hospital (1932), Moje rojstvo (1932) in Avtoportret na meji Mehike in Združenih držav (1932). Čeprav nobeno od Kahlinih del ni bilo predstavljeno na razstavah v Detroitu, je dala intervju za Detroit News o svoji umetnosti; članek je bil prizanesljivo naslovljen »Žena mojstra stenskega slikarja se veselo ubada z umetnostjo«.

### Vrnitev v Ciudad de México in mednarodno priznanje
Po vrnitvi v Ciudad de México leta 1934 Kahlo zaradi zdravstvenih zapletov ni naredila nobene nove slike, naslednje leto pa le dve. V letih 1937 in 1938 pa je bila umetniška kariera Fride Kahlo izjemno produktivna, po njeni ločitvi in nato spravi z Rivero. Naslikala je več, »kot je naredila v vseh svojih osmih prejšnjih letih zakona«, ustvarila je dela, kot so My Nurse and I (1937), Memory, the Heart (1937), Štirje prebivalci Mehike (1938) in Kaj mi je dala voda (1938). Čeprav še vedno ni bila prepričana o svojem delu, je Nacionalna avtonomna univerza v Mehiki v začetku leta 1938 razstavila nekaj njenih slik. Svojo prvo pomembno prodajo je opravila poleti 1938, ko je filmska zvezda in zbiratelj umetnin Edward G. Robinson kupil štiri slike po 200 $ vsako. Še večje priznanje je sledilo, ko je Rivero aprila 1938 obiskal francoski nadrealist André Breton. Kahlo je nanj naredila vtis, takoj jo je označil za nadrealistko in njeno delo opisal kot »trak okoli bombe«. Ni samo obljubil, da bo poskrbel za razstavo njenih slik v Parizu, ampak je tudi pisal svojemu prijatelju in trgovcu z umetninami, Julienu Levyju, ki jo je povabil, naj pripravi svojo prvo samostojno razstavo v njegovi galeriji na vzhodni 57. ulici na Manhattnu.
Oktobra je Kahlo sama odpotovala v New York, kjer je njena barvita mehiška obleka »povzročila senzacijo« in nanjo gledala kot na »vrhunec eksotike«. Novembrskega odprtja razstave so se udeležile znane osebnosti, kot sta Georgia O'Keeffe in Clare Boothe Luce in je prejela veliko pozitivne pozornosti v tisku, čeprav so številni kritiki v svojih ocenah sprejeli prizanesljiv ton. Time je na primer zapisal, da so »slike male Fride … imele nežnost miniatur, žive rdeče in rumene barve mehiške tradicije in igrivo krvavo domišljijo nesentimentalnega otroka«. Kljub veliki depresiji je Kahlo prodala polovico od 25 slik, predstavljenih na razstavi. Prejela je tudi naročila od A. Congerja Goodyeara, takratnega predsednika MoMA, in Clare Boothe Luce, za katero je naslikala portret Luceine prijateljice, družbenice Dorothy Hale, ki je naredila samomor s skokom iz svoje stanovanjske hiše. V treh mesecih, ki jih je preživela v New Yorku, je Kahlo zelo malo slikala, namesto tega se je osredotočila na uživanje v mestu, kolikor je dopuščalo njeno krhko zdravje. Imela je tudi več afer, nadaljevala je tisto z Nickolasom Murayem in se zapletla v afere z Levyjem in Edgarjem Kaufmannom mlajšim.
Januarja 1939 je Kahlo odplula v Pariz, da bi sledila povabilu Andréja Bretona, naj pripravi razstavo svojih del. Ko je prispela, je ugotovila, da njenih slik ni carinil in da sploh ni več lastnik galerije. S pomočjo Marcela Duchampa ji je uspelo organizirati razstavo v galeriji Renou et Colle. Nadaljnje težave so se pojavile, ko je galerija zavrnila prikaz vseh njenih slik razen dveh, saj je menila, da so preveč šokantne za občinstvo, Breton pa je vztrajal, da se prikažejo poleg fotografij Manuela Alvareza Brava, predkolumbovskih skulptur, 18. in 19. stoletja mehiški portreti in tisto, kar je imela za 'smeti': sladkorne lobanje, igrače in druge predmete, ki jih je kupil na mehiških trgih.
Razstava je bila odprta marca, vendar je bila deležna veliko manj pozornosti, kot je bila deležna v Združenih državah, deloma zaradi bližajoče se druge svetovne vojne, in je imela finančno izgubo, zaradi česar je Kahlo odpovedala načrtovano razstavo v Londonu. Ne glede na to je Louvre kupil Okvir, s čimer je postala prva mehiška umetnica, predstavljena v njihovi zbirki. Toplo so jo sprejeli tudi drugi pariški umetniki, kot sta Pablo Picasso in Joan Miró, pa tudi modni svet, z oblikovalko Elso Schiaparelli, ki je oblikovala obleko po njenem navdihu, Vogue Paris pa jo predstavlja na svojih straneh. Vendar je njeno splošno mnenje o Parizu in nadrealistih ostalo negativno; v pismu Murayu jih je označila za »ta kup kurjih norcev in zelo neumnih nadrealistov«, ki so »tako nori 'intelektualci' in pokvarjeni, da jih sploh ne morem več prenašati«.
V Združenih državah so slike Fride Kahlo še naprej vzbujale zanimanje. Leta 1941 so bila njena dela predstavljena na Inštitutu za sodobno umetnost v Bostonu, naslednje leto pa je sodelovala na dveh odmevnih razstavah v New Yorku, na razstavi Twentieth-Century Portraits v MoMA in na Surrealists' First Papers. razstava nadrealizma. Leta 1943 je bila vključena v razstavo Mehiška umetnost danes v Muzeju umetnosti v Filadelfiji in na razstavi Umetnice v galeriji The Art of This Century Peggy Guggenheim v New Yorku.
Tudi v Mehiki je Kahlo pridobila več spoštovanja do svoje umetnosti. Postala je ustanovna članica Seminario de Cultura Mexicana, skupine petindvajsetih umetnikov, ki jih je Ministrstvo za javno šolstvo leta 1942 naročilo za širjenje javnega znanja o mehiški kulturi. Kot članica je sodelovala pri načrtovanju razstav in se udeležila konference o umetnosti. V Ciudad de México so bile njene slike predstavljene na dveh razstavah o mehiški umetnosti, ki sta bili postavljeni v knjižnici Benjamina Franklina v angleškem jeziku leta 1943 in 1944. Povabili so jo k sodelovanju na razstavi Salon de la Flor, ki je bila predstavljena na letnem cvetju razstava. Članek Rivere o njeni umetnosti je bil objavljen tudi v reviji, ki jo izdaja Seminario de Cultura Mexicana.
Leta 1943 je Kahlo sprejela mesto učitelja na nedavno reformirani, nacionalistični Escuela Nacional de Pintura, Escultura y Grabado La Esmeralda. Svoje študente je spodbujala, naj z njo ravnajo na neformalen in nehierarhičen način, ter jih učila, naj cenijo mehiško popularno kulturo in ljudsko umetnost ter svoje teme črpajo z ulice. Ko je zaradi zdravstvenih težav težko hodila v šolo v Ciudad de Méxicu, je začela s poukom v La Casa Azul. Štirje njeni učenci – Fanny Rabel, Arturo García Bustos, Guillermo Monroy in Arturo Estrada – so postali bhakte in so jih zaradi njihovega navdušenja imenovali »Los Fridos«. Kahlo je zase in za svoje učence zagotovila tri naročila za poslikavo. Leta 1944 so naslikali La Rosita, pulqueria v Coyoacánu. Leta 1945 jim je vlada naročila slikanje fresk za pralnico Coyoacán kot del nacionalne sheme za pomoč revnim ženskam, ki so se preživljale kot pralnice. Istega leta je skupina ustvarila freske za Posada del Sol, hotel v Ciudad de Méxicu. Vendar je bil kmalu po dokončanju uničen, ker lastniku hotela ni bil všeč.
Kahlo se je trudila preživeti s svojo umetnostjo do sredine do poznih 1940-ih, saj ni hotela prilagoditi svojega sloga željam svojih strank. V zgodnjih štiridesetih letih je od mehiške vlade prejela dve naročili. Prve ni opravila, verjetno zaradi nenaklonjenosti predmetu, drugo naročilo pa je naročnik zavrnil. Kljub temu je imela redne zasebne stranke, kot je inženir Eduardo Morillo Safa, ki je v desetletju naročil več kot trideset portretov družinskih članov. Njeno finančno stanje se je izboljšalo, ko je leta 1946 prejela državno nagrado v vrednosti 5000 pesov za svojo sliko Mojzes (1945) in ko je Dve Fridi leta 1947 kupil Museo de Arte Moderno. Po besedah umetnostne zgodovinarke Andree Kettenmann so bile do sredine štiridesetih let prejšnjega stoletja njene slike »predstavljene na večini skupinskih razstav v Mehiki«. Poleg tega je Martha Zamora zapisala, da je lahko »prodala vse, kar je trenutno slikala; včasih so bile nepopolne slike kupljene kar s stojala«.

## Kasnejša leta in smrt
Kot aktivna komunista sta se Frida Kahlo in Rivera spoprijateljila s Trockim, ko je ta konec 1930-ih pobegnil iz Norveške in v Mehiki dobil politični azil zaradi izgona iz Sovjetske zveze ter smrtne obsodbe pod vodstvom Stalina. 1937 je Trocki sprva živel z Rivero, nato pa pri Fridi, s katero je imel afero. Trocki se je nato s svojo ženo preselil v neko drugo hišo v Coyoacanu, kjer so ga leta 1940 umorili. Frida Kahlo in Rivera sta se odrekla trockizmu in se leta 1939 odkrito postavila na stran Stalina.
Čeprav je Kahlo postajala vse bolj prepoznavna v Mehiki, je njeno zdravje hitro pešalo in poskus operacije za podporo njene hrbtenice ni uspel. Njene slike iz tega obdobja so Zlomljeni steber (1944), Brez uoanja (1945), Drevo upanja, stoj trdno (1946) in Ranjeni jelen (1946), ki odražajo njeno slabo fizično stanje. V svojih zadnjih letih je bila Kahlo večinoma omejena na Casa Azul. Slikala je predvsem tihožitja, upodabljala sadje in rože s političnimi simboli, kot so zastave ali golobi. Bila je zaskrbljena, ali bo lahko upodobila svoja politična prepričanja, in izjavila, da »imam velik nemir glede svojih slik. Predvsem zato, ker jih želim narediti uporabne revolucionarnemu komunističnemu gibanju ... do zdaj mi je uspelo preprosto iskreno izraziti samega sebe ... boriti se moram z vso močjo, da zagotovim, da tisto malo pozitivnega, kar mi dopušča moje zdravje, koristi tudi revoluciji, edinemu pravemu razlogu za življenje.« Spremenila je tudi svoj slog slikanja: njene poteze s čopičem, ki so bile prej občutljive in previdne, so bile zdaj hitrejše, njena uporaba barv bolj drzna, celoten slog pa bolj intenziven in mrzličen.
Fotografinja Lola Alvarez Bravo je razumela, da Kahlo ne bo več dolgo živela, zato je aprila 1953 pripravila svojo prvo samostojno razstavo v Mehiki v Galería Arte Contemporaneo.  Čeprav se Kahlo sprva ni bilo treba udeležiti odprtja, saj so ji zdravniki predpisali počitek, je naročila, da svojo posteljo z baldahinom prestavijo iz njenega doma v galerijo. Na presenečenje gostov je prispela z rešilnim vozilom in jo na nosilih odnesli do postelje, kjer je ostala ves čas zabave. Razstava je bila pomemben kulturni dogodek v Mehiki, pozornost pa je pritegnila tudi osrednji tisk po vsem svetu. Istega leta je galerija Tate na razstavi o mehiški umetnosti v Londonu predstavila pet njenih slik.
Leta 1954, aprila in maja, je bila Kahlo ponovno hospitalizirana. Tisto pomlad je po enoletnem premoru nadaljevala s slikanjem. Njene zadnje slike vključujejo politični Marksizem bo dal zdravje bolnim (okoli 1954) in Frida in Stalin (okoli 1954) ter tihožitje Viva La Vida (1954).
Frida Kahlo je umrla 13. julija 1954, kmalu po svojem 47. rojstnem dnevu. Nekaj dni pred smrtjo je zapisala v svoj dnevnik:»Upam, da bom šla dobre volje - in upam, da se nikoli ne vrnem - Frida«. Uradni vzrok smrti je bila pljučna embolija, čeprav so nekateri domnevali, da je umrla od prevelike doze, ki je lahko bila - ali pa tudi ne - naključna. Obdukcija ni bila nikoli izvedena. Zadnje leto življenja je bila zelo bolna in zaradi gangrene so ji morali amputirati desno nogo pri kolenu. Tisti čas se je borila še z bronhitisom, tako da je bila precej nebogljena.
V svoji avtobiografiji Diego Rivera piše, da je bil dan, ko je Frida Kahlo umrla, najbolj tragičen dan njegovega življenja, in da se je prepozno zavedel, da je najlepši del njegovega življenja pomenila njegova ljubezen do nje.

## Posmrtno priznanje
Poleg Louvra, ki je leta 1939 kupil enega izmed njenih del, so dela Fride Kahlo postala splošno priznana šele desetletja po njeni smrti. Pogosto se jo je omenjalo samo kot soprogo Diega Rivere. Za široko javnost je postala poznana še konec 1970-ih, na začetku 1980-ih, ko se je začel v Mehiki uveljavljati umetniški slog, znan kot »Neomehikanizem«. V tem času so začeli priznavati umetnike, kot so bili Frida Kahlo, Abraham Ángel, Ángel Zarraga in drugi, zaslovele so klasične koledarske slike in njihov avtor Jesus Helguera.
V 1980-ih so ji tudi drugi dejavniki pomagali, da je postala bolj poznana. Prvo retrospektivo del Fride Kahlo zunaj Mehike (razstavljena so bila poleg fotografij Tina Modotti), sta maja 1982 v Whitechapel Gallery v Londonu organizirala in uredila Peter Volne in Laura Mulvey. Razstavo so kazali tudi na Švedskem, v Nemčiji, na Manhattnu in Ciudad de Méxicu. 1983 je Hayden Herrera objavil vplivno biografijo, Frida: biografija Fride Kahlo, ki je postala uspešnica po vsem svetu. Raquel Tibol, mehiška umetnica in Fridina prijateljica, je napisala »Frida Kahlo: una vida abierta«. Druga dela o njej so med drugim biografija Terese del Conde in besedila drugih mehiških kritikov in teoretikov, kot so Jorge Alberto Manrique.
Od 1990-91, so sliko »Diego v mojih mislih« (1943), olje na mazonitu, delo 76 x 61 cm, uporabili za spominsko znamko ob razstavi v Metropolitanski muzej umetnosti z naslovom Mehika: Velikani tridesetih stoletja. Leta 1991 je bila v Filadelfiji premiera opere »Frida«, ki jo je komponiral Robert Rodriguez Xavier po naročilu Ameriškega festivala glasbenih gledališč. Leta 1994 je ameriški jazz flavtist in skladatelj James Newton izdal album z naslovom Suite za Frida Kahlo, ki ga je navdihnila Kahlo pri založbi AudioQuest Music (sedaj znani kot Sledgehammer Blues).
21. junija 2001 je postala prva ženska španskega porekla, ki so jo počastili s poštno znamko Združenih držav Amerike. Leta 2005 je bila mednarodna razstava del Fride Kahlo v Londonu. Predstavljenih je bilo sedeminosemdeset njenih del. Leta 2009 je izšel roman The Lacuna, pisateljice Barbare Kingsolver in prikazuje njeno življenje z Rivero in afero s Trockim. 30. avgusta 2010 je Mehiška banka izdala bankovec za 500 MXN s podobo Fride na eni in Rivere na drugi strani.
Razstava del Fride Kahlo in Diego Rivera Frida Kahlo and Diego Rivera: Masterpieces from the Gelman Collection v galeriji Pallant House, Chichester, West Sussex je bila od 9. julija do 2. oktober 2011.
V februarju 2011 je izšel ciklus skladb La Centinela y La Paloma, skladatelja Gabriela Lena Frank (Grammyjevega nagrajenca) na tekst pisatelja Nilo Cruza (Pulitzerjevega nagrajenca) v izvedbi sopranistke Dawn Upshaw in Saint Paul Chamber Orchestra.

## Film
- Leta 1982 je v Nemčiji izšel biografski dokumentarni film z naslovom Frida Kahlo.
- Dve leti pozneje (1984) je režiser Paul Le Duc posnel film Frida, naturaleza viva, v katerem Frido Kahlo igra Ofelia Medina, slikar Juan José Gurrola pa Diega.Medina je do konca svojega življenja ostala v kvazi-večni vlogi Fride.[62]
- Leta 2002 je hollywoodsko podjetje Miramax] izdalo celovečerni film z naslovom Frida, v katerem naslovno vlogo igra Salma Hayek. Film je temeljil na knjigi pisatelja Herrere.

## La Casa Azul
Muzej Fride Kahlo (La Casa Azul - Modra hiša) v Coyoacánu, Ciudad de México je kraj, kjer je Frida Kahlo odraščala in kamor se je svoja zadnja leta vrnila. Fridin oče, Guillermo Kahlo, je hišo zgradil leta 1907 za svojo družino. Lev Trocki je prva leta po svojem prihodu leta 1937 v Mehiko preživel tu. Hišo je Diego Rivera po svoji smrti 1957, to je tri leta po smrti Fride, zapustil skupnosti. Hiša je od leta 1958 dalje muzej, videti je predkolumbovsko žaro z njenim pepelom, njena umetniška dela in številne spominke in drobce iz njenega osebnega življenja.